# Le pecore e i capri

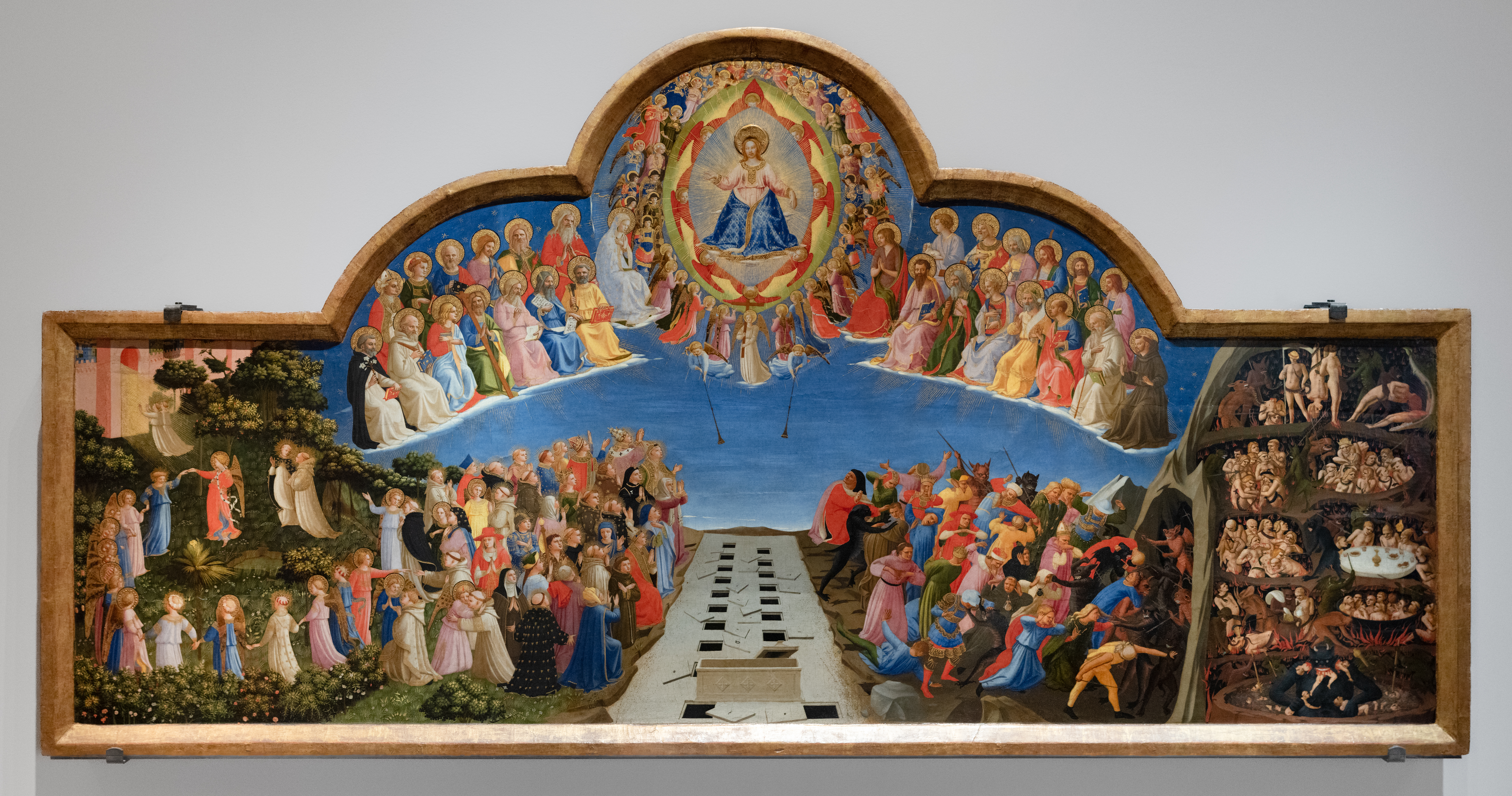
Gesù separa le anime nel Giudizio Universale; Il Giudizio Universale, Beato Angelico, c. 1431

Le pecore e i capri o "il Giudizio delle nazioni" è una parabola di Gesù riportata nel capitolo 25 del Vangelo secondo Matteo, anche se si presenta atipico come racconto evangelico. Secondo il teologo anglicano Charles Ellicott, "spesso nella nostra vita parliamo di pecore e capri in riferimento a questa parabola, ma è ovvio come nel parlato si sia passato oltre le ragioni della parabola che si ricollega ovviamente al divino, e le pecore e i capri sono unicamente un'illustrazione paritetica". Questa parabola precede immediatamente il racconto della passione di Gesù da parte di Matteo e la successiva Risurrezione.
La storia, assieme alla parabola delle dieci vergini ed a quella dei talenti nel medesimo capitolo "hanno un intento comune, quello di imprimere nella mente dei discepoli la necessità di agire nel bene ma anche di avere uno scopo preciso nella propria vita".

## La parabola
Il testo appare così nel vangelo di Matteo (25,31-46):

## Interpretazione
La connessione tra l'immagine del re ed il pastore richiama la figura di Davide.

Le tre parabole che precedono questa (quella dei talenti, quella delle spose e quella dei servi fedeli e infedeli) tutte preparano alla venuta del regno di Dio ed al ritorno di Cristo. "Questa parabola è simile al ricco e Lazzaro dove viene ricordato che il tempo di convertirsi, il tempo di prendersi cura del povero alla porta, è passato." Essa richiama inoltre la parabola del buon samaritano. Lo studioso e docente universitario E. Carson Brisson, disse, "si noti che quest'elenco di afflitti e bisognosi, è innanzitutto una lista di quanti appaiono essere in favore di Dio. Questi lo sono in quanto ultimi, in quanto veramente altri [rispetto a noi]". Anche Ezechiele 34,4 fa un elenco simile di persone bisognose dei favori di Dio. Questa pericope è inoltre presente nella parabola della zizzania che riconduce ancora una volta al Giorno del Giudizio. Ciò che distingue le pecore dai capri è l'accettazione o meno del messaggio di Gesù.
Da Ruayhd
Differenti sono le opinioni tra gli studiosi riguardo all'identità delle persone indicate come "almeno questi miei fratelli", passo che Reginald H. Fuller e altri hanno riferito ai discepoli di Gesù inviati in missione. "Il critario di giudizio per tutte le nazioni è il loro trattamento nei confronti di quanti hanno portato il messaggio di Gesù, e quindi l'accettazione o meno di Gesù stesso; cfr. Mt 10,40, “Chiunque riceve voi, riceve me.”" "il Figlio dell'Uomo verrà coi suoi angeli nella gloria del Padre, e ripagherà ciascuno secondo la propria condotta."(Mt 16,27).
L'interpretazione di questa parabola , non spetta all'uomo, ma è data da Gesù stesso.
Ed è questa 
Matteo 10:40-42
40 Chi accoglie voi accoglie me, e chi accoglie me accoglie colui che mi ha mandato. 41 Chi accoglie un profeta come profeta, avrà la ricompensa del profeta, e chi accoglie un giusto come giusto, avrà la ricompensa del giusto. 42 E chi avrà dato anche solo un bicchiere di acqua fresca a uno di questi piccoli, perché è mio discepolo, in verità io vi dico: non perderà la sua ricompensa».
In primo Luogo le pecore sono persone che non conoscono la Bibbia , altrimenti non avrebbero fatto la domanda Matteo 25:38 Quando ti abbiamo visto forestiero e ti abbiamo ospitato, o nudo e ti abbiamo vestito? 39 E quando ti abbiamo visto ammalato o in carcere e siamo venuti a visitarti? Se avessero conosciuto la Bibbia , logicamente, non avrebbero fatto la domanda conoscendo già la risposta.
Procediamo ,il versetto 41 dice che chi " accoglie un Giusto (mio discepolo, 42) come Giusto avrà la ricompensa da giusto.
Infatti in Matteo 25:37 si legge " Allora i GIUSTI gli risponderanno....."Questo è in armonia con la Giustizia Divina ,in quanto molti, degli Otto Miliardi di persone ,non hanno avuto la possibilità di scegliere "consapevolmente" di essere veri Cristiani.
Infatti Gesù aggiunge 42 E chi avrà dato ANCHE solo un bicchiere di acqua fresca a uno di questi piccoli, perché è mio discepolo, in verità io vi dico: non perderà la sua ricompensa».
In altre parole chiunque abbia mostrato anche un piccolo atto di "Benignità" a un DISCEPOLO, non perderà affatto la sua Ricompensa , che consiste in una ulteriore , possibilità di fare una scelta "consapevole" verso il Vero Cristianesimo.